# 役屋
役屋（やくや・役家）とは、領主が徴発する夫役の負担を行う家のこと。

## 概要
その由来は戦国時代に遡るが、日本全国で行われるようになったのは太閤検地によって検地と並行して役屋改（役屋調査）が行われてからのことである。検地では土地を調査して石高に基づいて本年貢が賦課されたのに対し、役屋改では屋敷所持の実態把握を通じて家ごとの経済力と家族数を調査してこれに基づいて夫役の賦課を行った。特に豊臣政権から徳川政権初期にかけては、未だに戦国時代の影響を残しており、戦時における陣夫や城下町建設などにおける人夫を賦課するために人口の把握を必要としていた。実際に賦課されるのは別途各種負担を行っていた村役人、武家の従者、僧侶や神官、職人、後家や隠居を家長とする（夫役を行わせるのに相応な男性がいない）家、障害を持った者などを除いた一軒持ちの農民とされていたが、実際には経済力のない小農民も除外の対象とされた。こうした家々を除いて実際に夫役を負担した家を役屋（役家）と称した（職人には別途職人役などが賦課され、対象から除外された非役屋も別途に夫米が徴収されるケースもあった）。役屋として夫役負担をした農民を指して本百姓と称し、村落の主要な構成員（乙名（おとな））とみなされた。
ところが、役屋に指定されなかった小農民も耕作した田畑にかかる貢租は納めていたが、実際には夫役とともに村請の形で徴収されていたため、夫役を負担している役屋＝本百姓が貢租の完納の義務を負うこととなった。これを役屋制（やくやせい）と称する。この仕組は豊臣政権期から小農民経営の発達と役屋が持つ名田地主経営の解体に伴い夫役も石高に対する賦課に切り替えられる寛文・延宝年間まで続いた。これ以後は役屋改は行われなくなり、金銭や米での代納が一般的になったが、一部の藩（徳島藩など）では領内統制の手段として幕末まで意識的に存置させたところもあった。
なお、太閤検地において田畑における作合が否定されて公儀の農民支配の主たる対象が小農民に移ったとされるのが通説であるが、役屋・本百姓の存在がそれ以前の名主職とどう違うのかという明確な区別が出来ず、公儀の農民支配の主たる対象は中世の名主の延長上にある本百姓であって役屋制の終焉とともに小農民支配に移行したとする主張が現れて1950年代に論争となった（役家体制論）。